# 埃莱娜·迪特里厄
埃莱娜·迪特里厄（Hélène Dutrieu，1877年7月10日—1961年6月26日）是一位自行车世界冠军，特技自行车手，特技摩托车手，赛车手，飞行员，战时救护车司机和军医院院長。

## 生平

### 早期生活
埃莱娜·迪特里厄于1877年7月10日出生于比利时图尔奈，是比利时军队官员的女儿。14时，她离开学校自己生活。

### 自行车事业
迪特里厄加入辛普森车队，成为一名职业场地自行车运动员。1895年，她赢得一小时长距离自行车女子世界纪录。1987年和1988年，她在比利时奥斯坦德获得女子速度场地自行车世界冠军。1898年8月，她在“欧洲大奖项”中获胜，同年11月，她夺取英国伦敦“12日比赛”桂冠。利奥波德二世为表彰她在自行车领域的成绩，为她颁发了镶嵌钻石的圣安德烈十字勋章。后来她开始了自行车特技表演，1903年7月，她在法国马赛的一个垂直轨道骑了一圈。她成为一个成功的自行车特技手，摩托车特技车手和赛车特技车手。

### 航空事业的成功

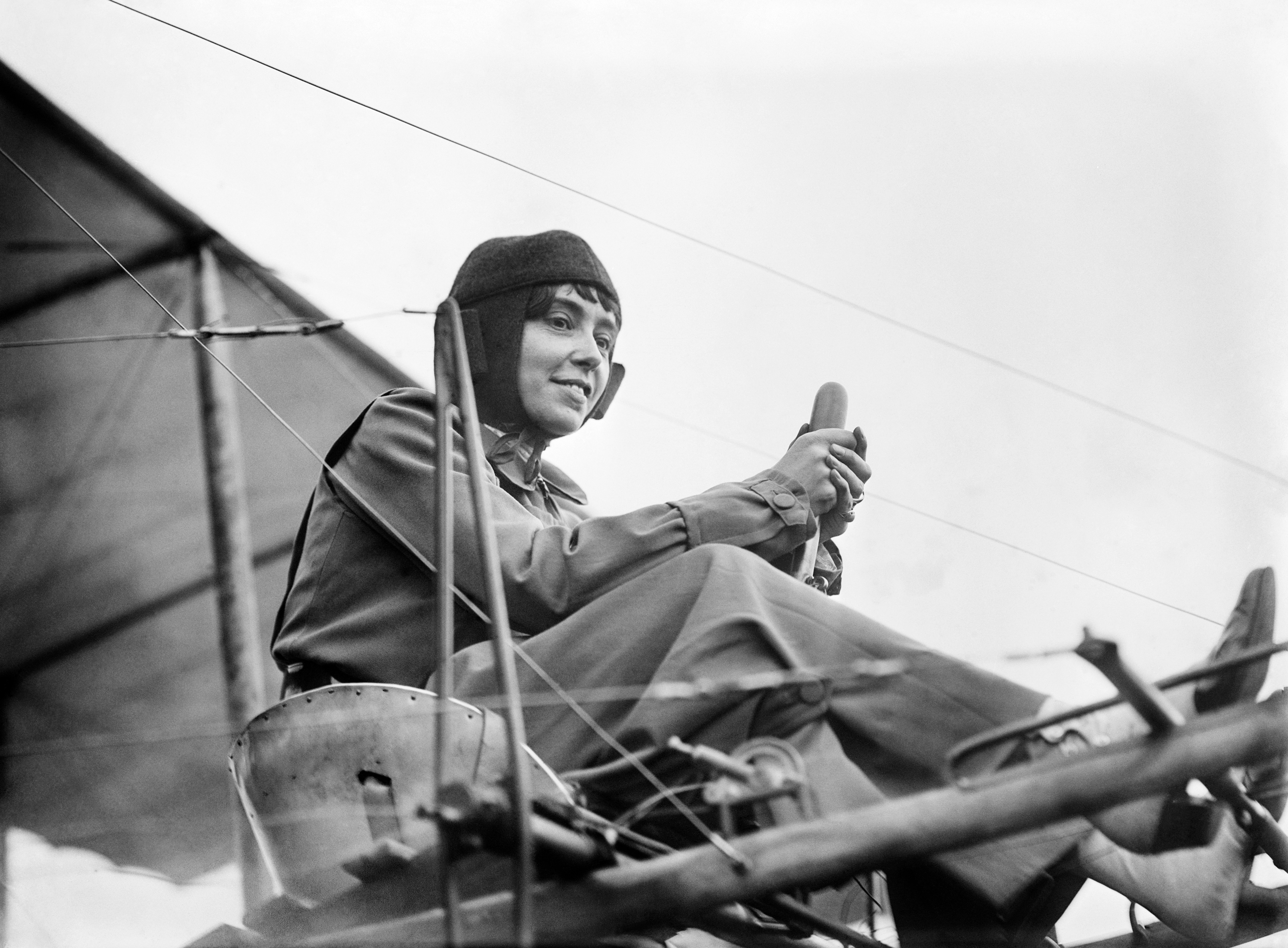
埃莱娜·迪特里厄和她的飞机，拍摄于约1911年。

1908年，迪特里厄受法国的克莱门特·贝阿德工厂邀请，成为新的超轻飞机——桑托斯·杜蒙设计的no19“年轻女士”单翼机 的第一位飞行员。第一次试飞时起飞飞机坠毁。后来她成功飞行并能独自驾驶飞机。1910年4月19日，她成为第一位带乘客飞行的女性飞行员。1910年11月25日，迪特里厄成为世界上第四位得到飞行员执照的女性飞行员，也是比利时第一位。1910年9月，她从比利时奥斯坦德直飞到布鲁日。她是第一位在飞行时间超过1个小时的女性。1910年12月21日，她成为“费米纳杯”（Femina Cup）第一位获奖者，连续飞行2小时35分钟，飞行距离167公里。
1911年9月，迪特里厄和亨利·法曼Ⅲ型双翼飞机前往美国，她在纽约挑战女子飞行高度，最终马蒂尔德·穆瓦桑（Matilde Moisant）获得了“罗德曼·沃纳梅克杯”（Rodman-Wanamaker trophy）。同年迪特里厄在意大利佛罗伦萨击败14男性飞行员赢得“国王杯”。1912年，她成为第一位驾驶水上飞机的女性。1913年迪特里厄成为第一位获得“法国荣誉军团勋章”的女性飞行员。

### 第一次世界大战和之后
第一次世界大战期间，迪特里厄成为救护车司机。之后昇任一个军医院的院長。战后她成为一名记者。1922年，她嫁给皮埃尔·莫蒂埃（Pierre Mortier） 并加入法国籍。1955年，她创立了奖金为20万法郎的“埃莱娜·迪特里厄-莫蒂埃杯”，表彰每年连续飞行时间最长的法国或比利时飞行员。

### 逝世
1961年6月26日，埃莱娜·迪特里厄在法国巴黎逝世，享年83岁。